# Bojan Tokič
Bojan Tokič (né le 13 janvier 1981 à 	Jajce en République socialiste de Bosnie-Herzégovine) est un pongiste slovène d'origine bosnienne.
Il a remporté la coupe ETTU avec le club de Montpellier. En 2003 il rejoint le club allemand du TTC Frickenhausen. Il remporte à cinq reprises le titre de champion de Slovénie. Il a participé aux Jeux olympiques de 2008 et aux championnats du monde 2009. Il atteint les demi-finales du championnat d'Europe 2011, seulement battu par l'allemand Timo Boll.
Lors du tournoi de simple des Jeux olympiques de Rio en 2016, il remporte un set sur le score de 33-31 en 26 minutes contre l'allemand Dimitrij Ovtcharov, ce qui constitue un record depuis le passage aux sets de 11 points.
Il est médaillé d'or par équipes aux Jeux méditerranéens de 2018.